# شركة تآزر
شركة تآزر هي شركة بحرينية مغلقة تأسست بموجب قوانين مملكة البحرين ومرخصة ومنظمة من قبل مصرف البحرين المركزي.
تأسست الشركة من قبل بنك الخير برأس مال مصرح به قدره 500 مليون دولار أمريكي منها 58 مليون دولار أمريكي مدفوع.
توفر الشركة منتجات الأسرة والتكافل العام للأفراد والشركات. جميع المنتجات تلتزم بمبادئ الشريعة الإسلامية وتحت إشراف هيئة الرقابة الشرعية للشركة.
هدف الشركة هو أن تصبح أول شركة إقليمية للتكافل وخدمة العملاء في جميع أنحاء دول مجلس التعاون الخليجي ومنطقة الشرق الأوسط وخارجها.

## نطاق الأعمال
تقدم الشركة مجموعة كاملة من المنتجات الأسرية والعامة للتأمين الإسلامية للمستثمرين الأفراد والشركات.

## الأراضي الجغرافية
- البحرين.
- الكويت.
- قطر.

## هيئة الرقابة الشرعية
- عبد الستار أبو غادة رئيسا.
- علي محيي الدين القراداغي نائبا للرئيس.
- الشيخ نظام محمد صالح يعقوبي عضوا.